# Āzārsetānakī
Āzārsetānakī är en ort i Iran.   Den ligger i provinsen Gilan, i den norra delen av landet, 210 km nordväst om huvudstaden Teheran. Āzārsetānakī ligger 98 meter över havet och antalet invånare är 261.
Terrängen runt Āzārsetānakī är varierad, och sluttar norrut.Runt Āzārsetānakī är det ganska tätbefolkat, med 155 invånare per kvadratkilometer. Närmaste större samhälle är Lāhījān, 5,5 km norr om Āzārsetānakī. Omgivningarna runt Āzārsetānakī är en mosaik av jordbruksmark och naturlig växtlighet.